# لیگ دسته اول فوتبال کالجی
لیگ دسته اول فوتبال کالجی (NCAA Division I Football Bowl Subdivision) که قبلاً با نام Division IA شناخته می‌شد، بالاترین سطح فوتبال کالجی در ایالات متحده است. لیگ دسته اول فوتبال کالجی از بزرگ‌ترین مدارس انجمن ملی ورزش دانشگاهی (NCAA) تشکیل شده است. از فصل ۲۰۲۴، ۱۰ کنفرانس و ۱۳۴ مدرسه در لیگ دسته اول فوتبال کالجی وجود دارد.